# Dexippos (Philosoph)
Dexippos (altgriechisch Δέξιππος Déxippos, lateinisch Dexippus) war ein spätantiker Philosoph der neuplatonischen Richtung. Er lebte im 4. Jahrhundert und schrieb einen Kommentar zu den Kategorien des Aristoteles.

## Leben
Über das Leben des Dexippos ist sehr wenig bekannt. Er war ein Schüler des berühmten Neuplatonikers Iamblichos von Chalkis, der in Syrien, wahrscheinlich in Apameia am Orontes, unterrichtete. Iamblichos schrieb ihm einen Brief über die Dialektik, aus dem ein Fragment bei Johannes Stobaios überliefert ist. Sicher ist, dass Dexippos als Philosophielehrer tätig war.

## Werk
Das einzige bekannte Werk des Dexippos ist sein Kommentar zu den Kategorien des Aristoteles. Er ist in Form eines Dialogs zwischen dem Autor und dessen jungem Schüler Seleukos abgefasst, wobei der Schüler die Probleme aufwirft und der Lehrer sie löst. Die ersten beiden Bücher sind vollständig erhalten, das dritte nur teilweise. Das erste Buch enthält 40 jeweils einem Problem gewidmete Kapitel, das zweite 42. Von den 40 Kapiteln des dritten Buches sind die ersten zehn vollständig überliefert, von den übrigen dreißig liegen nur die Überschriften vor (die wohl nicht authentisch sind). Falls das Werk die gesamte Kategorienlehre behandelte, muss sein Umfang ursprünglich ein Mehrfaches des erhaltenen Textes ausgemacht haben.
Zu Beginn weist Dexippos darauf hin, dass er nicht mit eigenen Erkenntnissen in philosophisches Neuland vorstoßen und mit den früheren Kommentatoren konkurrieren wolle. Vielmehr begnüge er sich damit, eine Anzahl von kontrovers diskutierten Fragen zu klären. In seinen Antworten stützt er sich stark auf die Kategorien-Kommentare von Porphyrios und Iamblichos, die bis auf Fragmente verloren sind. Durch den Verlust dieser Kommentare erhält das Werk des Dexippos trotz seiner geringen Originalität einen relativ hohen Wert als philosophiegeschichtliche Quelle. Es handelt sich nicht um eine bloße Einführungsschrift, die den Wortlaut der Kategorien erläutert und Unklarheiten beseitigt, sondern Dexippos erörtert schwierige Probleme. Von besonderem Interesse ist für ihn die aus neuplatonischer Sicht zentrale Frage nach dem ontologischen Status der Kategorien. Dabei vertritt er die gängige Position der Neuplatoniker, wonach sich die Kategorieneinteilung nicht zur Erfassung der seienden Dinge an sich eignet, aber ein adäquates Mittel zur Klassifizierung der sinnlich wahrnehmbaren Phänomene ist.
Dexippos setzt sich im zweiten und im dritten Buch mit Plotins Einwänden gegen die Kategorienlehre des Aristoteles auseinander. Dabei geht er nicht nur auf Argumente ein, die in Plotins Enneaden zu finden sind, sondern auch auf Überlegungen, die Porphyrios als Schüler Plotins wohl aus dessen mündlichem Unterricht kannte und in seinem verlorenen Kommentar verwertete. Ferner berücksichtigt Dexippos auch stoische Kritik an der Kategorienlehre.
In seinem Kommentar wollte Dexippos aufzeigen, dass platonische und aristotelische Vorstellungen miteinander in Einklang gebracht werden können. Porphyrios hatte in seinem großen, nicht erhalten gebliebenen Kategorien-Kommentar die Kategorienlehre gegen Plotins Einwände verteidigt, und auch Dexippos’ Lehrer Iamblichos war nachdrücklich für sie eingetreten. Dexippos teilte diese Auffassung, die sich im spätantiken Neuplatonismus durchgesetzt hat. Während Iamblichos Plotins Argumente gegen die Kategorienlehre zu widerlegen trachtete, war Dexippos bestrebt, seine Ansicht plausibel zu machen, wonach in Wirklichkeit die Positionen von Plotin und Aristoteles nicht so weit voneinander entfernt sind, wie Plotins antiaristotelische Argumentation vermuten lässt.

## Rezeption
Im frühen 6. Jahrhundert war das Werk des Dexippos in der neuplatonischen Philosophenschule von Athen noch bekannt; dem dort tätigen Philosophen Simplikios stand es zur Verfügung. Wahrscheinlich hatte Simplikios Zugang zu einer Handschrift, die den vollständigen Text enthielt. Er beachtete diese Quelle jedoch kaum; vermutlich verwendete er sie gar nicht, denn er war der Meinung, Dexippos habe den älteren, von Porphyrios und Iamblichos stammenden Kategorien-Kommentaren kaum etwas Neues hinzugefügt.
In der lateinischsprachigen Gelehrtenwelt des Mittelalters war Dexippos unbekannt. Erst in der Renaissance wurde sein verschollenes Werk neu entdeckt. Der Humanist Giovanni Bernardo Feliciano (Johannes Bernardus Felicianus), der in der ersten Hälfte des 16. Jahrhunderts eine Reihe von antiken griechischen Schriften ins Lateinische übersetzte, fertigte eine lateinische Übersetzung von Dexippos’ Kategorien-Kommentar an, die 1546 in Venedig und 1549 in Paris gedruckt wurde. Die erste Ausgabe des griechischen Textes veröffentlichte Leonhard Spengel 1859.

## Textausgaben und Übersetzungen
- Adolf Busse (Hrsg.): Dexippi in Aristotelis categorias commentarium (= Commentaria in Aristotelem Graeca. Bd. 4, Teil 2). Georg Reimer, Berlin 1888 (kritische Ausgabe)
- Johannes Bernardus Felicianus: Dexippus: In defensionem praedicamentorum Aristotelis adversus Plotinum. Einleitung von Anja Heilmann und Charles Lohr. Frommann-Holzboog, Stuttgart-Bad Cannstatt 2008, ISBN 978-3-7728-1234-7 (Neudruck der Ausgabe Paris 1549 von Felicianus’ lateinischer Übersetzung)
- John M. Dillon: Dexippus, On Aristotle Categories. Duckworth, London 1990, ISBN 0-7156-2242-0 (englische Übersetzung)